# عملیات کارگر مزرعه (فیلم)
عملیات کارگر مزرعه (انگلیسی: Trail Dust) فیلمی در ژانر وسترن است که در سال ۱۹۳۶ منتشر شد. از بازیگران آن می‌توان به ویلیام بوید و جرج (گبی) هیز اشاره کرد.